# Harrie Massey
Sir Harrie Stewart Wilson Massey (Melbourne, 16 de maio de 1908 — Cambridge, 27 de novembro de 1983) foi um físico matemático australiano.

## Livros
- Mott, NF; Massey, HSW (1949). Theory of Atomic Collisions. [S.l.]: Clarendon Press, Oxford  (1st edition, 1933)
- Massey, HSW; Kestelman, H (1964). Ancillary Mathematics 2nd ed. [S.l.]: Sir Isaac Pitman and Sons Ltd
- Massey, HSW (1982). Applied Atomic Physics Processes. [S.l.]: Academic Press. ISBN 0-12-419951-8
- Massey, HSW; Robins, MO (1986). History of British space science. [S.l.]: Cambridge University Press. ISBN 0-521-30783-X